# Dorylaimopsis angelae
Dorylaimopsis angelae is een rondwormensoort uit de familie van de Comesomatidae. De wetenschappelijke naam van de soort is voor het eerst geldig gepubliceerd in 1967 door Inglis.